# Oj, oj, oj, så glad jeg skal bli
«Oj, oj, oj, så glad jeg skal bli» —en español: «Ay, ay, ay, que feliz seré»— es una canción compuesta por Arne Bendiksen e interpretada en noruego por Kirsti Sparboe. Fue elegida para representar a Noruega en el Festival de la Canción de Eurovisión tras ganar el Melodi Grand Prix en 1969.
A partir de la letra, no está claro cuándo o por qué el novio perdió interés en las mujeres, y la canción fue atacada en una emisión en vivo por un profesor de literatura, Erling Nilsen, quien dijo que «Oj, oj, oj» era la única parte buena de la letra. El fracaso de la canción en el Festival de Eurovisión, junto a las 50 000 copias noruegas vendidas, dieron vindicación a ambos lados del consiguiente debate, que llenó los periódicos noruegos por gran parte del verano de 1969.

## Festival de Eurovisión

### Melodi Grand Prix 1969
El certamen noruego fue celebrado el 1 de marzo de 1969 y fue presentado por Janka Polyani, donde la canción fue interpretada por Sparboe y resultó ganadora con 18 puntos.

### Festival de la Canción de Eurovisión 1969
Esta canción fue la representación noruega en el Festival de Eurovisión 1969. La orquesta fue dirigida por Øivind Bergh.
La canción fue interpretada 12.ª en la noche del 29 de marzo de 1969, seguida por Alemania con Siw Malmkvist interpretando «Primaballerina» y precedida por Suiza con Paola del Medico interpretando «Bonjour, Bonjour». Al final de las votaciones, la canción había recibido 1 punto, quedando en 16.º puesto (último) de un total de 16.
Debido al caótico final del Festival de 1969, el cual declaró a cuatro ganadores debido a la falta de reglas en un empate entonces, Noruega optó por boicotear el Festival de 1970. Así, la canción fue sucedida como representación noruega en el Festival de 1971 por Hanne Krogh con «Lykken er».

## Letra
En la canción, Sparboe canta sobre la felicidad que tendrá cuando su amante solo esté interesado en ella. A partir de la letra, parece que frecuentemente tiene «a alguien al lado» y éste va a por varias mujeres a la vez pero, sin embargo, Sparboe parece optimista pensando que él dejará de hacerlo en el futuro – y entonces canta «Tendré una fiesta/Y seré la única invitada».